# Fifa e arena
Fifa e arena è un film del 1948 diretto da Mario Mattoli. Il titolo è una parodia di Sangue e arena, di Rouben Mamoulian.

## Trama
Napoli. Nicolino Capece lavora nella farmacia di famiglia gestita dalla zia Adele. La vicenda ha inizio quando, per un errore di stampa, la Gazzetta di Napoli pubblica una foto di Nicolino in un articolo dove egli è indicato e descritto come un serial killer specializzato nell'uccisione di donne, mentre in realtà la sua foto era destinata a un'inserzione pubblicitaria. Nicolino è costretto a fuggire, inseguito dai concittadini infuriati e dalle forze dell'ordine. Travestitosi da hostess, riesce a salire su un aereo diretto in Spagna. Sbarcato a Siviglia, viene riconosciuto da Cast, un altro assassino italiano che ha visto la stessa foto sul giornale. Cast progetta di fargli sedurre e sposare Patricia Cotten, una miliardaria americana pluridivorziata, per poi ucciderla e accedere al suo patrimonio. Nicolino, invaghitosi della bella americana, finge di essere un torero e rivaleggia con Paquito, un autentico matador, anche lui innamorato della stessa donna. Tra esilaranti colpi di scena, Nicolino, che George, l'amico di Patricia, ribattezza "Nicolete" per assonanza con Manolete, finisce addirittura per scendere nell'arena a toreare nonostante il suo terrore e la sua inesperienza. Con un astuto espediente e molta fortuna riuscirà a cacciarsi fuori dai guai e a sposare la bella miliardaria, dimostrando la propria vera identità e la propria innocenza.

## Produzione
Prodotto dalla Metropa Film di Enrico Piermarini, in associazione con la C. I. D., il film fu girato per gli interni negli stabilimenti della Scalera di Roma ed uscì in prima nazionale il 25 aprile 1948.

## Accoglienza
Arturo Lanocita su Il Nuovo Corriere della Sera del 4 gennaio 1949: «Fifa e arena, ossia Siviglia napoletanizzata, Totò e il suo protagonismo, spiegati al popolo iberico e applicato alle corride. È una piccola enciclopedia della paura ridicola, i lazzi, le smorfie e le contorsioni di un comico teatrale sono qui esasperati in una traduzione cinematografica che non senza emulare modelli celebri (le famose paure di Charlot perseguitato dagli omaccioni e dal destino, le paure insigni di Harold Lloyd appeso al grattacielo e di Buster Keaton percosso dai poliziotti), suscita risate. Strepitosi trucchi attenuano la presa di questo film, la lotta di Totò mutato in torero, con una bestia inferocita è troppo visibilmente un duello con un simulacro di legno».

## Altri tecnici
- Aiuto regista: Leo Catozzo

## Curiosità
- Il farmacista Nicolino Capece (Totò) in una celebre scena, vestito come uno dei Padri Pellegrini, mostra fra le mani un enorme rotondo Cachet Fiat (medicinale dell'IFI, Istituto Farmacoterapico Italiano), mimando una popolare pubblicità dell'epoca di Mario Cussino, 1937.
- Il personaggio di Patricia Cotten interpretato da Isa Barzizza è ispirato alla ricca ereditiera Barbara Hutton.

Mario Castellani e Totò